# Kay Morley-Brown
Kay Morley-Brown, geboren Morley (5 maart 1963), is een Britse voormalige atleet, die deelnam aan de 100 meter horden. Als vertegenwoordiger van Wales won ze de 100 meter horden tijdens de Commonwealth Games 1990 en ging ze Groot-Brittannië vertegenwoordigen op de Olympische Spelen van 1992 in Barcelona. Haar zus, Sue Morley, is ook een voormalige internationale hordeloper. 

## Carrière
Morley werd geboren in Swinton, West Riding of Yorkshire, Engeland. Ze was lid van de Cardiff Amateur Athletic Club en werd gecoacht door Malcolm Arnold. Ze won de Welsh Championships 100 meter horden titel elk jaar van 1986 tot 1992. Bij de Commonwealth Games 1986 in Edinburgh eindigde ze als zevende in de 100 m hordenfinale in 13.83 s. 
Morley begon haar internationale carrière in 1989 door de Britse nationale titel te winnen in 13,15 s. Ze werd ook tweede op de AAA's National Championships achter Sally Gunnell en nam deel aan de Europa Cup, waar ze zesde werd. 
Morley bereikte haar hoogtepunt in januari 1990 op de Commonwealth Games in Auckland. Nadat ze zich voor de finale had gekwalificeerd als een snelste verliezer, won ze de gouden medaille in haar besttijd van 12,91 s, met Gunnell als tweede en Lesley-Ann Skeete als derde. Dit maakte haar pas de derde Britse vrouw in de geschiedenis, na Shirley Strong en Gunnell, om minder dan 13 seconden te lopen op de 100 meter horden. In de zomer van 1990 behield Morley haar Britse nationale titel, maar werd opnieuw verslagen toen ze streed voor de nationale titel van de AAA's en verloor nipt van Skeete (13,03 t.o.v. 13,05). Op de Europese kampioenschappen in Split bereikte ze de halve finale met een tijd van 13,22. 
In 1991, nu getrouwd en als Kay Morley-Brown, werd ze derde op de AAA-kampioenschappen achter Gunnell en Skeete en verdiende ze selectie voor de Wereldkampioenschappen in Tokio, waar ze de halve finale bereikte en 13,24 liep. 
Morley-Brown begon 1992 door als tweede te eindigen op de AAA-indoorkampioenschappen op de 60 meter horden en de halve finale te behalen op de Europese indoorkampioenschappen in Genua. Buiten won ze haar derde Britse nationale titel met een nipte overwinning op Lesley-Anne Skeete, daarna eindigde ze als tweede met enkel Sally Gunnell voor haar op de AAA's Championships (die ook de Britse Olympische proeven waren) en Olympische selectie verdiende. In Barcelona werd ze uitgeschakeld in de series, met een teleurstellende 13,44 sec. Dit zou haar laatste grote wedstrijd zijn.  
Anno 2018 staan de Welsh-records van Morley-Brown van 12,91 voor de 100 m horden en 8,16 voor de 60 m horden nog steeds. Ze staat op de 11e plaats op de 100m horden UK all-time lijst. 

## Latere carrière
Morley-Brown is leraar aan de John Bentley School, Calne, Wiltshire. 

## Records
- 12.91 Auckland, Nieuw-Zeeland 1990 - 100 meter horden Welsh National record
- 13.02 Wrexham, Wales 1990 - 100 meter hordenrecord Welsh All-Comers
- 8.16 Glasgow, Schotland 1992 - 60 meter horden Welsh National record